# ゆの
ゆの（1989年2月3日 - ）は、日本のイラストレーター。明星学園（小学校～高校）、セツ・モードセミナー出身。

## 来歴
小さい頃から絵を描き始め、高校卒業後は会社員をしながらセツ・モードセミナーの午前部に入学。デザイン・フェスタに高校の友人たちとサークル出展をし、その後時間の自由が取れるよう2013年から会社を辞め、フリーターをしつつ展示を中心とした活動をスタート。ボーカロイド曲のMVやネットラジオのメインビジュアル、ポスターやフライヤーのイラストの依頼を受けるようになり、現在はフリーのイラストレーターとして活動中。
色彩豊かなイラストを特徴とし、『ラブライブ!サンシャイン!!』、『トニカクカワイイ』などのアニメコラボグッズや書籍装画など幅広く手掛けている。
2015年12月14日に1度目の結婚をしたが、2019年に離婚。同年に現在の夫と再婚した。

## 作品

### CDジャケット・アートワーク
- 野島健児LIVE「Reflection」キービジュアル
- くらげPアルバム『モノクロアンダーグラウンド』ジャケットイラスト
- kie『月葬月花』ジャケットイラスト
- 鎖那『(un)sentimental spica』アートワーク
- 鎖那全国流通アルバム『Hush a by little girl』アートワークイラスト
- 和田たけあき（くらげP）メジャーアルバム付属コミカライズ
- koyori（電ポルP）「二人の恋愛関数 feat. 初音ミク」（編:学研プラス「ボカロで覚える中学数学（2017）」収録映像、イラスト:Gakken）
- 足立佳奈「話がある」MVディレクション・アニメーション・絵コンテ（水彩アニメーション:森島花/編集:梶岡ミナト）
- 瀬名航『せなのおと2』アートワーク、歌詞カードイラスト（写真:ふたつむら）
- 長嶋水徳-serval DOG-「生きてしまっている」配信ジャケットイラスト
- からっぽペペロンチーノ『Who By Empty』ジャケットイラスト
- 斉藤朱夏ワンマンライブ「セカイノハテ」キービジュアル
- スーベニアストア『ファジー』ジャケットイラスト
- sawamay「ブルーノート」配信ジャケットイラスト
- 松井珠理奈「オレンジのバス」配信ジャケットイラスト
- May'n『momentbook』応援イラスト
- DODOWAKA「恋ひ恋ひて」配信ジャケットイラスト
- sawamay「ハミング」配信ジャケットイラスト
- sawamay「朝が来るまで」配信ジャケットイラスト
- ヒトリエ「ステレオジュブナイル」配信ジャケットイラスト
- 小岩井ことり「何度だって」配信ジャケットイラスト
- AZKi「銀河と海路 feat.小岩井ことり」配信ジャケットイラスト
- 其原有紗『phosphorus』ジャケットイラスト

### MV・PV
- ぶどう「才能の無い愛の歌」
- 和田たけあき（くらげP）「モノクロアンダーグラウンド」
- tilt-six「キミにガザニア」
- 和田たけあき（くらげP）「それは、いいことだよ」
- 椎名もた（ぽわぽわP）「さよーならみなさん」
- パティ不動産「それでも世界は笑っている」
- 和田たけあき（くらげP）「わたしのアール」
- Sori Sawada「花便りが届く」
- クロワッサンシカゴ「聳動する人々」
- ポリスピカデリー「Chaotic Love Revolution」MVイラスト（動画:まきのせな、編:学研プラス『MUSIC STUDY PROJECT ボカロで覚える 高校世界史』収録曲）
- リリィ、さよなら。アルバム「僕のポラリス」クロスフェードイラスト
- リリィ、さよなら。「僕のポラリス」MV
- go!go!vanillas「ロールプレイ」 アニメーションMV監督・絵コンテ原画担当（動画:遠藤ゆき、色彩アニメーション:森島花、仕上げ:tane）
- 澤田空海理「可笑しい」MVイラスト（水彩動画: 森島花）
- からっぽペペロンチーノ「Room No.311」MVイラスト（動画:yoshi）
- 足立佳奈「まちぼうけ」MVイラスト
- Sano ibuki「lavender」MVイラスト
- MATSURI「線香花火」リリックビデオイラスト
- Lazuli Code「蜘蛛の糸」MVイラスト、絵コンテ担当（動画:Blau）
- MATSURI「金魚すくい」リリックビデオイラスト
- MATSURI「蛍」リリックビデオイラスト
- SynthesizerV AI  花隈千冬 公式デモソング「あいにいく」MVイラスト（楽曲:古川本舗）
- AZKi「銀河と海路 feat.小岩井ことり」MVイラスト
- あたし「アンノウン・マザーグース／wowaka」動画イラスト

### ゲーム
- スクウェアエニックスニンテンドー3DSソフトブレイブリーセカンドモンスター図鑑内イラスト担当

### コラボグッズ
- ＠JAM EXPO2015「イラストレーターコラボ　涼川ましろトートバッグ」イラスト
- YUNO（ゆの）× グラニフ コラボレーションTシャツ
- ニッポン放送193t×WUG！YUNOデザインモデルTシャツ7種（2016）
- ニッポン放送193t×WUG！YUNOデザインモデルパーカー7種（2017）
- AnimeJapan2017デザイナーズアニメTシャツ「Wake Up,Girls!」イラスト
- SONYポータブルオーディオプレイヤー WALKMAN「ラブライブ!サンシャイン!!」Edition（2019）メインビジュアル、特典ポストカード[8]
- TVアニメ「トニカクカワイイ」ゆのコラボグッズイラスト（2021）
- 「ラブライブ!サンシャイン!!」コラボイラストグッズ（2019 - 2021）
- atmos合同展「Utopia」ゆの×atmosコラボTシャツ（2021）
- CeVIO AI「小春六花」「夏色花梨」「花隈千冬」コラボグッズイラスト（2022 - 2023）

### 書籍装画
- 神様にお任せで、勝手にお金が流れ込む本（大木ゆきの、PHP研究所、2016年4月）
- 大学入試 「英語4技能」試験を一発でクリアする 最強の勉強法（島田浩史、カバーデザイン：金井久幸、KADOKAWA、2016年10月）
- 音量を上げろタコ!なに歌ってんのか全然わかんねぇんだよ!!（三木聡、KADOKAWA、2018年1月）
- 友達をつくるように、彼氏ができる本 これまで、何も起きずに終わっていたあなたへ（藤本シゲユキ、大和出版、2018年5月）
- 新装版 行為の意味（宮澤章二、ごま書房新社、2018年6月）
- 龍の神様と出会うたったひとつの方法 人生に幸運をもたらす六龍の法則（羽賀ヒカル、SBクリエイティブ、2018年12月）
- 羊の告解（いとうみく、静山社、2019年3月）
- ばかみたいって言われてもいいよ（吉田桃子、講談社、2020年3月）
- ばかみたいって言われてもいいよ2（吉田桃子、講談社、2020年5月）
- ばかみたいって言われてもいいよ3（吉田桃子、講談社、2020年7月）
- 万葉恋ばな-春夏秋冬（5分後の隣のシリーズ）（みずのまい、学研プラス、2021年7月）
- 私はただ、「生きてる〜! 」って叫びたいだけだったんだ（大鈴佳花、サンマーク出版、2021年11月）
- シオンの花言葉（おはなしSDGs）（濱野京子、講談社、2022年2月）
- 運気が整いラクになる！ あなたにかけられた「呪い」のとき方（八木龍平、大和書房、2023年7月）

### 挿絵
- 朝顔のハガキ（朝日小学生新聞連載の山下みゆきによる連載の挿絵 ）
- あなたは、もう大丈夫。「幸せスイッチ」が入る77の言葉（中島輝、プレジデント社、2021年12月）

### その他イベント
- サンリオ25周年「Puro Kawaii Festival」キービジュアル[9]
- のむらこいち VTuber化企画 イラスト寄稿
- 一畑電鉄創立110周年記念イベント ナゾトキアドベンジャー「黄昏謎解列車」キービジュアルイラスト
- ナゾトキアドベンジャー「さいたま謎旅-まちあるき-」キービジュアルイラスト（2022年、2023年）